# Caeli McKay
Caeli McKay (Calgary, 25 giugno 1999) è una tuffatrice canadese, vincitrice di un bronzo mondiale e di quattro medaglie (di cui un oro) ai Giochi panamericani.

## Palmarès
- Mondiali

Fukuoka 2023: bronzo nella piattaforma 10m.
- Giochi panamericani

Lima 2019: oro nel sincro 10 m, argento nella piattaforma 10 m.
Santiago del Cile 2023: argento nel sincro 10 m, bronzo nella piattaforma 10 m.
- Giochi del Commonwealth

Birmingham 2022: bronzo nella piattaforma 10 m.
- Vincitrice della Coppa del Mondo del sincro 10m nel 2021